# رولان غوسيف
رولان جوسيف (بالروسية: Ролан Александрович Гусев)‏ (17 سبتمبر 1977 عشق آباد تركمانستان - ) هو لاعب كرة قدم تركماني، يلعب كلاعب وسط، شارك في بطولة أمم أوروبا 2004.

## مسيرته

### مسيرته مع المنتخبات الوطنية
- 1998 - 1999 لعب مع منتخب روسيا تحت 21 سنة لكرة القدم 10 مباريات سجل خلالها 5 أهداف.
- 2000 - 2005 لعب مع منتخب روسيا لكرة القدم 31 مباراة سجل خلالها هدف.

### مسيرته مع الأندية
- 1997 - 2001 لعب مع دينامو موسكو 127 مباراة سجل خلالها 22 هدف.
- 2002 - 2008 لعب مع نادي سيسكا موسكو 137 مباراة سجل خلالها 33 هدف.
- 2008 - 2011 لعب مع نادي دنيبرو دنيبروبتروفسك 14 مباراة.
- 2009 - 2010 لعب مع أرسنال كييف 39 مباراة سجل خلالها هدفين.
- 2011 - 2011 لعب مع أرسنال كييف 9 مباريات سجل خلالها هدف.

## وصلات خارجية
رولان غوسيف على موقع الاتحاد الدولي (مؤرشف)  (الإنجليزية)
- رولان غوسيف على موقع الاتحاد الأوربي (الإنجليزية)
- رولان غوسيف على موقع اتحاد أوكرانيا (الإنجليزية)
- رولان غوسيف على موقع قاعدة بيانات كرة القدم.إي يو (الإنجليزية)
- رولان غوسيف على موقع ناشيونال فوتبول تيمز (الإنجليزية)
- رولان غوسيف على موقع Soccerbase.com (لاعب) (الإنجليزية)
- رولان غوسيف على موقع عالم كرة القدم.نت (الإنجليزية)